# علی اشفق
علی اشفق (انگلیسی: Ali Ashfaq؛ زادهٔ ۶ سپتامبر ۱۹۸۵) بازیکن فوتبال اهل مالدیو است.
از باشگاه‌هایی که در آن بازی کرده‌است می‌توان به تیم ملی فوتبال مالدیو اشاره کرد.
وی همچنین در تیم ملی فوتبال زیر ۲۳ سال مالدیو و تیم ملی فوتبال مالدیو بازی کرده‌است.